# Survivor: Greece vs. Turkey
Survivor Greece vs. Turkey, fue la tercera temporada del popular programa Survivor al aire en Grecia y la segunda temporada al aire en Turquía.
Esta temporada se emitió desde septiembre de 2006 hasta diciembre de ese mismo año. Esta fue la primera vez que la rama de uno u otro país de la franquicia compitió con otro país y por eso el giro principal de esta temporada es que las tribus se dividieron según el país de origen. La primera persona en ser eliminada esta temporada Vassilis Athanassopoulos, no se votó incluso fuera pero fue expulsado del juego después de la primera competición. Como una vuelta de tuerca en esta temporada, la tribu que ganó la inmunidad votaría a alguien de la tribu perdida. A principios de la tribu griega luchó para llevar a cabo los desafíos de inmunidad y por ello el tamaño de la tribu disminuido rápidamente hasta que sólo quedaron cuatro (todos los demás, con la excepción de Melita Goyait había sido votadas como fuera). Aunque los dos primeros desafío de la inmunidad de las tribus comenzaron a vivir juntos fueron individuales, el resto eran todos tribal. Cuando sólo había cuatro miembros de cada tribu dejó ambas tribus compitieron en un duelo en el que sería uno de los miembros de cada tribu (Nadia Zagli de los griegos y Esin Ipek de los turcos) eliminó. Cuando sólo cuatro competidores quedaron, los dos representantes de la izquierda de cada tribu tendría que convencer a los ocho miembros de su tribu original a votar por ellos para competir en el desafío final como su representante países. Finalmente, fue Derya Durmuşlar que ganó la competición final y se adjudicó la victoria de Turquía sobre Amfikratis Zachariadis de Grecia.
En 2011, Derya Durmuşlar murió en un accidente de tráfico.

## Participantes
| Concursante                            | Tribu Original | Resultado Final       | Votos Totales       |
| -------------------------------------- | -------------- | --------------------- | ------------------- |
| Vassilis Athanassopoulos 24, Anavyssos | Grecia         | Expulsado Día 2       | 0                   |
| Maria Nikoloutsou 21, Ioánina          | Grecia         | 1st Voted Out Day 3   | 5                   |
| Fulya Gürkan 25, Estambul              | Turquía        | Lost Duel Day 6       | 5                   |
| Onur Sarmusak 23, Estambul             | Turquía        | 3rd Voted Out Day 9   | 13                  |
| Yoanna Nikolaoy 26, Messonghi          | Grecia         | 4th Voted Out Day 12  | 5                   |
| Çiğdem Misirli 24, Malatya             | Turquía        | 5th Voted Out Day 15  | 7                   |
| Stella Kalenderoglu 30, Nea Makri      | Grecia         | 6th Voted Off Day 17  | 4                   |
| Melita Goyait 36, Atenas               | Grecia         | 7th Voted Out Day 18  | 5                   |
| Yannis Zissis 31, Calcis               | Grecia         | 8th Voted Out Day 21  | 4 (5 votos turcos)  |
| Teymuralp Fosforoğlu 36, Ankara        | Turquía        | 9th Voted Out Day 24  | 4 (4 votos griegos) |
| Arzu Gazioğlu 18, Estambul             | Turquía        | 10th Voted Out Day 27 | 5 (4 votos griegos) |
| Metin Gulgez 35, Ankara                | Turquía        | 11th Voted Out Day 30 | 4 (2 votos griegos) |
| Nadia Zagli 22, Atenas                 | Grecia         | Lost Team Duel Day 33 | 0                   |
| Ipek Esin 36, Estambul                 | Turquía        | Lost Team Duel Day 36 | 3                   |
| Pantelis Papakonstantinou 39, Salónica | Grecia         | 12th Voted Out Day 39 | 13 (4 votos turcos) |
| Selim Sabah 25, Estambul               | Turquía        | 13th Voted Out Day 42 | 2 (2 votos griegos) |
| Platonas Lemonopoylos 29, Katerini     | Grecia         | 3° Lugar Day 45       | 1                   |
| Aytuğ Yüksel 22, Ankara                | Turquía        | 3° Lugar Day 45       | 0                   |
| Amfikratis Zachariadis 31, Salónica    | Grecia         | 2° Lugar Day 46       | 0 (1 voto turco)    |
| Derya Durmuşlar 45, Estambul           | Turquía        | Ganador Day 46        | 4 (1 voto griego)   |